# Elin Mohlin
Elin Mohlin (* 20. März 1991 in Sollefteå) ist eine ehemalige schwedische Skilangläuferin.

## Werdegang
Mohlin gab ihr Debüt im Skilanglauf-Weltcup im Februar 2012 in Szklarska Poręba, wo sie im Sprint Platz 36 erreichte. Ihren ersten Weltcuppunkt erzielte sie im März 2014 in Lahti mit Platz 30 im Sprint. Im Scandinavian Cup erzielte sie ihr bestes Resultat mit Platz sieben im Freistilsprint in Jõulumäe im Februar 2015. Mit Platz acht im Sprint in Albu im Februar 2012 und Rang neun im 10-km-Massenstartrennen in der klassischen Technik in Otepää im Februar 2014 erreichte sie darüber hinaus zwei weitere Top-10-Platzierungen. Im September 2015 holte sie bei den Rollerski-Weltmeisterschaften im Val di Fiemme die Bronzemedaille im 10-km-Berglauf. In der Saison 2016/17 kam sie im Scandinavian Cup dreimal unter die ersten Zehn und erreichte damit den achten Platz in der Gesamtwertung. Im Februar 2017 holte sie in Pyeongchang zusammen mit Maria Nordström im Teamsprint ihren ersten und einzigen Weltcupsieg. Zudem erreichte sie dort mit dem 16. Platz im Sprint ihr bestes Ergebnis im Weltcupeinzel. Bei den Rollerski-Weltmeisterschaften 2017 in Sollefteå wurde sie Siebte über 18 km Freistil und Vierte im 16-km-Massenstartrennen. Von 2019 bis zu ihrem Karriereende im Jahr 2021 nahm sie an Skimarathon-rennen teil. Dabei war im Januar 2021 der vierte Platz beim Toblach–Cortina-Lauf ihr bestes Ergebnis.

## Weltcupsiege im Team
| Nr. | Datum           | Ort         | Disziplin             |
| --- | --------------- | ----------- | --------------------- |
| 1.  | 5. Februar 2017 | Pyeongchang | Teamsprint Freistil 1 |